# 呪って♡あっこちゃん
『呪って♡あっこちゃん』（のろって♡あっこちゃん）は、猫部ねこによる日本の漫画作品。
『なかよし』（講談社）1999年1月号増刊『ふゆやすみランド』に掲載された後、同誌にて1999年4月号から同年10月号まで連載された。全7話。そのほか、同誌同年4月号増刊『はるやすみランド』に番外編が掲載された。単行本は同社の講談社コミックスなかよしより全1巻。

## 書誌情報
- 猫部ねこ 『呪って♡あっこちゃん』 講談社〈講談社コミックスなかよし〉、1999年11月5日第1刷発行、ISBN 4-06-178925-2